# 1597 Лог'є
1597 Лог'є (1597 Laugier) — астероїд головного поясу, відкритий 7 березня 1949 року.
Тіссеранів параметр щодо Юпітера — 3,270.